# 제1회 부산국제어린이청소년영화제
제1회 부산국제어린이청소년영화제는 2006년 8월 15일에 열린 시상식이다.

## 수상 및 후보

### 레디~액션!
- 가사동아리의 전설 - 서울 하계중학교
- 블루 링 - 순천 해룡초등학교
- 유브 갓 메일 - 서울 하계중학교
- 마음의 보석 - 순천 해룡초등학교
- 양초 도깨비 - 서울 영화초등학교
- 종달이네 가족의 어떤 일요일 - 서울 영화초등학교
- 친구야, 난 네가 참 좋아! - 김해 계동초등학교
- 셈마을의 미루나무 - 서울 영화초등학교
- 운 없는 아이 - 부산 금성초등학교
- 엄마도 그랬어요 - 김해 계동초등학교
- 컴퓨터 없인 못 살아! - 김해 계동초등학교
- 3지멸(3일 후에 지구가 멸망한다) - 강서영상미디어센터
- 사과 꽃 피고지고 - 창작영화인모임 ‘창시’, 점촌 북초등학교
- 흰 우유나라 - 도토리미디어사랑방
- 유빈이의 3만원 - 제주 남원초등학교
- 예지몽 - 청풍영상위원회, 제천 남천초등학교
- 바퀴벌레 - 부산 금성초등학교
- 목걸이의 비밀 - 서울 영화초등학교
- 눈에 흙 - 부산 청학초등학교
- 위 아 더 원 - 마산 내서중학교

### 비키 장편 초청
- 내 이름은 오이겐 - 마이클 스테이너
- 늑대소녀와 서커스 - 후카가와 요시히로
- 조랑말 폼 - 올리비에 린저
- 사랑이 필요해 - 시와폰 퐁수완
- 왁자지껄 음악대 - 콘스탄틴 림프뤼스
- 아기여우 헬렌 - 코노 케이타

### 비키 단편 초청
- 빈센트 - 지우리오 리치아렐리
- 토끼 - 요나스 펠릭손
- 친구 만들기 - 카라 밀러
- 똥이 어디로 갔을까 - 전승일
- 하얀 물개 - 김현주
- 오아시스 - 신태식
- 네발 자전거 - 박명숙
- 오토그래프 북 - 리 린 위
- 상상 속의 친구 - 야엘 펠드만
- 아빠가 필요해 - 장형윤
- 어린이 바이엘 상권 - 조운
- 민진이의 숙제 - 김보경
- 화초 - 한지영
- 빼꼼 - 임아론
- 첫 키스 - 미샤 킨스브루너 외1명
- 오프사이드 - 도릿 타디르
- 햇살 한 주머니 - 장윤정
- 뷰티풀 드리머 - 한정녕
- 1학년 1학기 - 이상엽
- 소행성 325호 - 남미언
- 마법의 성 - 진승현

### 비키 애니메이션 초청
- 맥덜, 동창회 - 조양준
- 머핀가족과 달타냥 - 이고르 베쉬타긴
- 칸 쿠웨이 - 콤핀 켐군니르드
- 파이 스토리 - 이경호

### 영화읽기
- 카치페 - 미로슬라브 야넥
- 마이티 맨 - 박수영 외1명
- 비 오는 날 맑음 - 안민선
- 유 아 마이 프렌드 - 경산 동부초등학교
- 바퀴벌레 - 부산 금성초등학교

### 가족 시네마
- 샤오얀 이야기 - 팡 깡량
- 올리버 트위스트 - 로만 폴란스키
- 사랑해, 말순씨 - 박흥식
- 쁘띠 마르땅 - 드니 바르도
- 비트 키즈 - 시오야 토시
- 호로비츠를 위하여 - 권형진

### 세계 인기 애니메이션
- 블랙 잭 - 데자키 오사무
- 니타보 - 니시자와 아키오
- 키리쿠, 키리쿠 - 미셸 오슬로

### 특별전
- 이다의 동화 이야기:무당벌레 - 졸트 리치
- 돌 연대기 - 마리아 호바드
- 허풍쟁이 고슴도치 - 졸트 리치
- 나무 인간 피터 - 라요스 나기
- 백합 골짜기 - 마리아 호바드
- 새앙쥐의 모험 - 라요스 나기 외1명
- 코고는 사자 레오 - 팔 토드
- 얼어붙은 레오 - 팔 토드
- 뚱뚱보 레오 - 팔 토드
- 레오의 사랑 - 팔 토드
- 오스카 - 뤽 데그리스
- 오스카의 생일 - 뤽 데그리스
- 수리수리마수리 - 안나마리아 토로
- 바다는 왜 짜? - 얀 바레이
- 세 자매와 반지 - 브라스타 뽀스삐시로비
- 다마스커스의 세 꼽추 - 아우렐 크림트
- 엄지 영웅 - 브레티스라보 뽀얄
- 큰 재채기 - 노로 드르지악
- 해의 뒤편 - 라덱 도스코칠
- 유인원 - 미칼 잡카
- 히로시 - 브레티스라보 뽀얄
- 체코로부터의 편지 - 빠벨 코우트키 외2명
- 윙키의 성탄절 - 미샤 캠프
- 호러 버스 - 피터 쿠이퍼스
- 엄마는 못 말려 - 마틴 쿨호벤
- 차의 향기 - 마이클 두독 드 비트
- 아버지와 딸 - 마이클 두독 드 비트
- 청소부 톰 - 마이클 두독 드 비트
- 수도승과 물고기 - 마이클 두독 드 비트
- 아기 늑대 - 안 브롬바우트
- 난 커서 호랑이가 될 테야 - 안 브롬바우트
- 와드 - 요리스 오프린
- 다조 - 한로 스미츠만
- 비행수칙 - 유제니 얀센
- 운 나쁜 강도 - 욘 테르마